# Облога Котельви
Облога Котельви (30 березня — 11 червня 1668 року) — епізод московсько-української війни 1668—1669 років, невдала облога міста московським військом під час карального походу воєводи Гр. Ромодановського проти лівобережного гетьмана Ів. Брюховецького.

## Передісторія

### Виступ Брюховецького і збір московського війська
9 січня 1668 року таємна старшинська рада у Гадячі ухвалила рішення про вихід Гетьманщини з-під московського підданства та постановила просити про протекцію султана Османської імперії. Невдоволення козацької старшини викликало, у першу чергу, Андрусівське перемир'я 1667 року, яке встановлювало кордон між Московією та Річчю Посполитою по Дніпру.
Наприкінці січня — на початку лютого 1668 року почались козацькі виступи у містах Лівобережжя, де перебували царські залоги. До кінця березня були знищені або роззброєні московські гарнізони у десяти містах (Гадячі, Полтаві, Батурині, Сосниці, Глухові, Миргороді, Прилуках, Стародубі, Новгороді-Сіверському та Лубнах). Царські воєводи змогли втриматися у Києві, Чернігові, Ніжині, Переяславі та Острі. У цих містах (за винятком Києва) розпочалась облога московських загонів козаками.
Паралельно антимосковські виступи почались на Слобідській Україні. Там харківський полковник Іван Сірко здобув Цареборисів, Маяцьке, Зміїв, Валки та Мерефу.
Лівобережний гетьман Іван Брюховецький послав посольство до Стамбула та Бахчисарая — просити про військову допомогу. Також активізувалися перемови з гетьманом Правобережної України Петром Дорошенком.
Новини про виступ Брюховецького дійшли до Москви лише 16 лютого. 17 лютого Олексій Михайлович віддав наказ про збір трьох полків на кордонах з Гетьманщиною. У Смоленську збирався полк на чолі з князем Костянтином Щербатовим — він мав наступати з півночі — через Стародуб і Новгород-Сіверський. У Севську формувався «Великий полк» на чолі з князем Петром Долгоруковим, що мав захопити Глухів та рухатися далі на Чернігів або Ніжин. Бєлгородський полк князя Юрій Барятинського мав діяти на півдні Гетьманщини — взяти Полтаву, відрізавши Брюховецького від допомоги союзників — кримських татар і запорожців.

### Перша облога Котельви

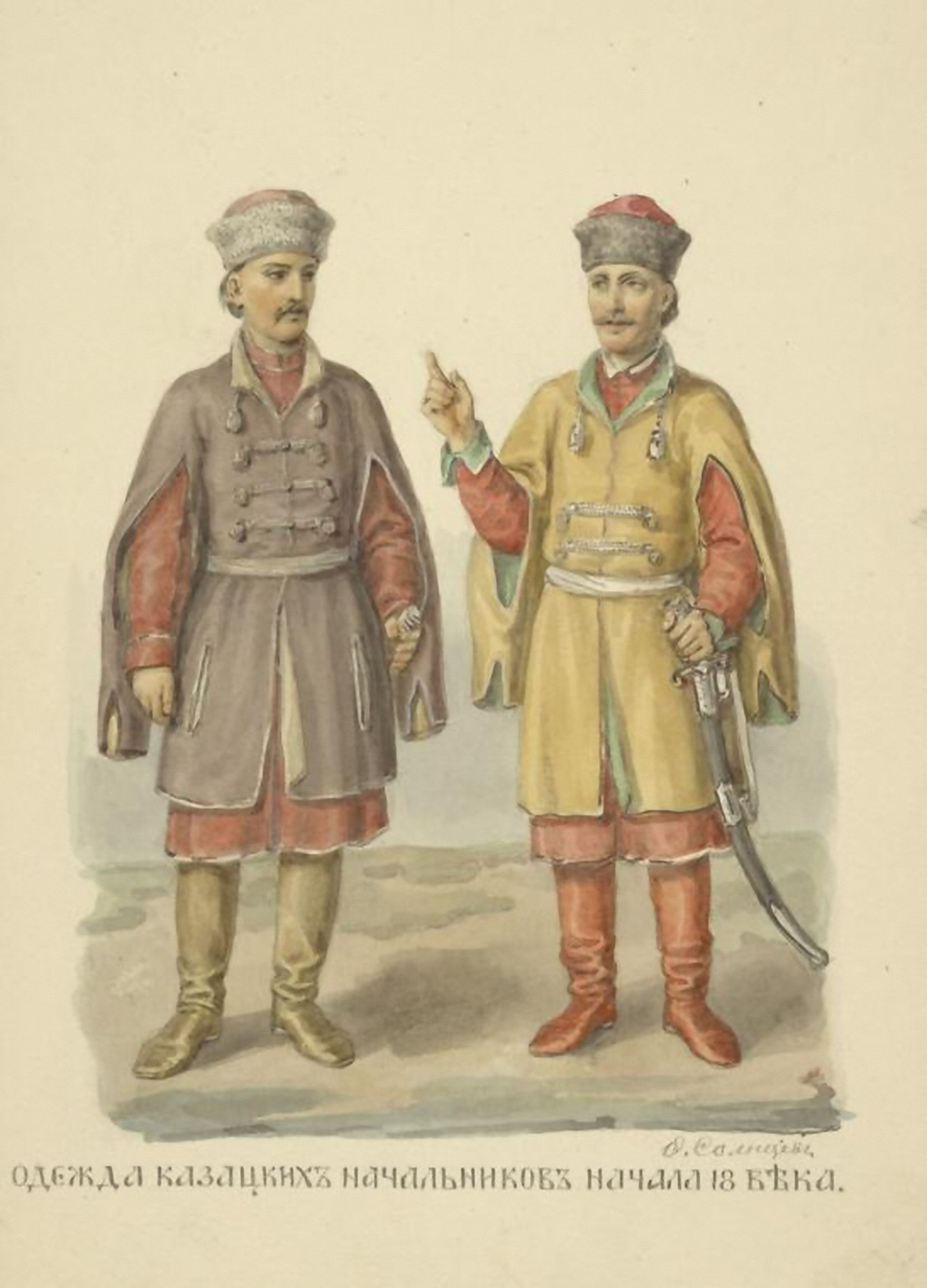
Одяг старшини слобідського козацтва. З альбому Ф. Солнцева

25 лютого Барятинський отримав царську грамоту з наказом виступати на Полтаву. Воєвода відписав царю, що спочатку мусить взяти Котельву, оскільки це місто «от Ахтырского в ближних местех и оставить, государь, того города назади никоторыми мерами немочно». На той момент у Бєлгородському полку налічувалось 5,5 тисяч ратних людей кінних і піших. До них мали приєднатися козаки Острогозького, Харківського, Сумського та Охтирського слобідських полків.
Котельву на той час обороняли козаки місцевої сотні, а також, можливо, кількасот запорожців. Залогу очолював котелевський сотник Лев Прокопович.
Облога міста московитами тривала трохи більше тижня та успіху не мала. 4 березня Барятинський зняв облогу та почав відступ до Охтирки. Козаки спробували атакувати ворога під час відходу. У бою двоє українців потрапили у полон.
Московське військо дійшло до Охтирки лише 7 березня. Там воєвода Барятинський дізнався, що ще 3 березня згідно з царським наказом він був відсторонений від командування, натомість — командувачем Бєлгородським полком призначено Григорія Ромодановського.
Ромодановський прибув до війська 16 березня, тоді ж Барятинський передав йому прапора та керівництво полком. Воєвода привів із собою підкріплення — два московські стрілецькі прикази, Острогозький і частину Сумського полків. Чисельність Бєлгородського полку зросла до 9 тисяч вояків.
19 — 20 березня Ромодановський провів першу бойову операцію на Слобожанщині. Царські війська виступили на Валки — проти полковника Івана Сірка, проте до міста не дійшли, натомість по дорозі розбивши загін бунтівних козаків біля Красного Кута. У полон захопили сотника Семена Голуба та 28 козаків.
До кінця березня антимосковське повстання на Слобідській Україні вщухло, а Іван Сірко відступив до Полтави. Слідом за ним рушив і Ромодановський. 30 березня він, як і його попередник, обложив Котельву.

## Сили сторін

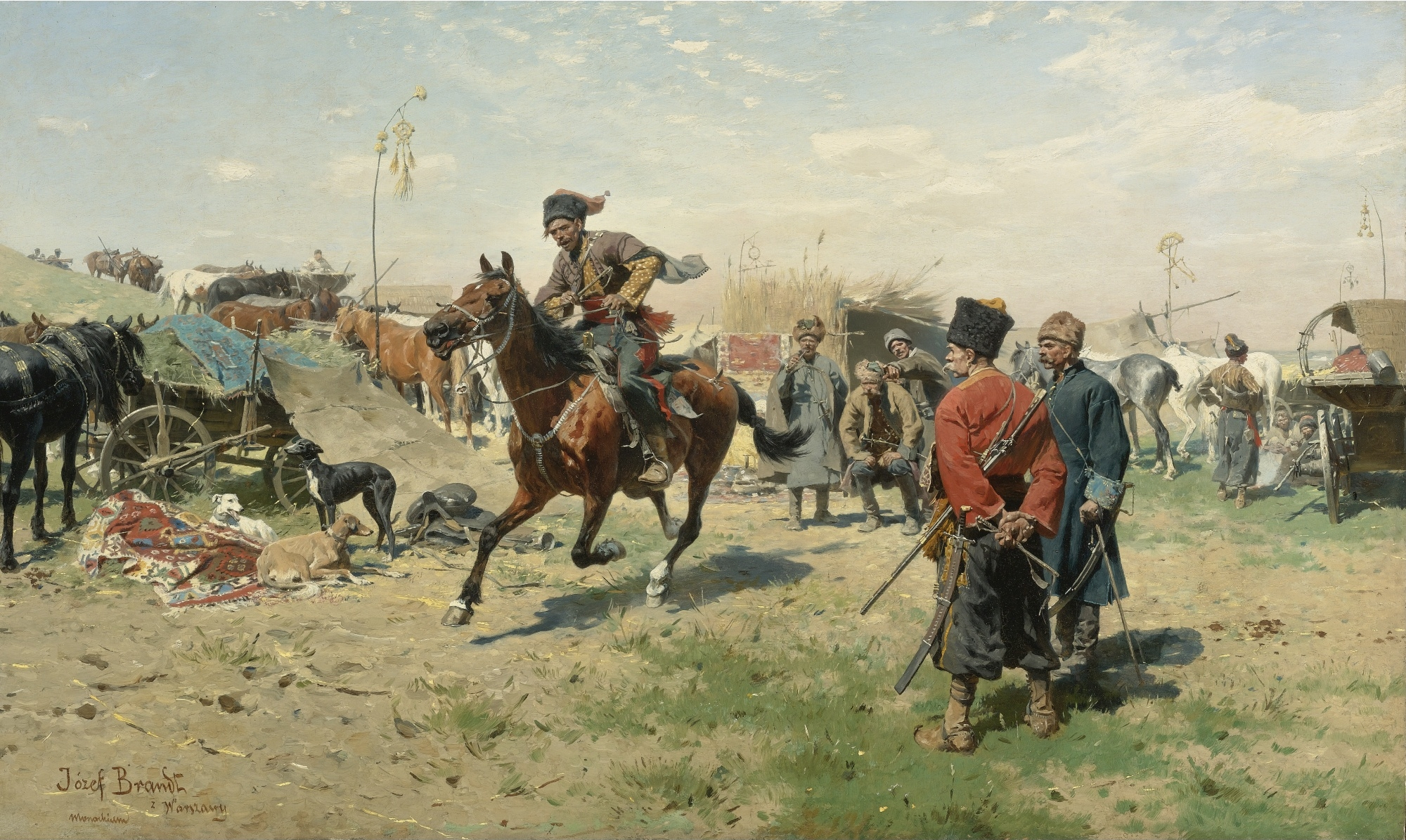
Запорожці. Картина Юзефа Брандта

Сотенне місто Котельва знаходилося на лівому березі річки Ворскла — неподалік від місця впадіння у неї однойменної річки. Річка Котельва своїм вигином оточувала Котелевську фортецю з трьох сторін. Фортеця, згідно з даними станом на 1653 рік, мала п'ятикутну форму, була зміцнена ровом, земляним валом і чотирма дерев'яними баштами.
Станом на кінець березня Котельва перетворилася на важливу прикордонну базу, де розміщувалися значні козацькі сили. Гарнізон міста складався з козаків Гадяцького полку на чолі з полковником Семеном Остренком, частини Полтавського полку з наказним полковником Іваном Бугаєм і кількох сотень запорожців. Московити у своїх донесеннях оцінюють чисельність залоги від 4 до 5 тисяч вояків (3 тисячі кінних і 2 тисячі піших).
Під командуванням Григорія Ромодановського було приблизно 9 тисяч війська. Більшість складала кіннота — 5 050 рейтарів і копійників під командуванням князя Барятинського. Солдатів піхотних полків «нового строю» та драгунів було 1 755, під керівництвом полковника Івана Дзиковського діяло 1 632 слобідських козаки.

## Перебіг облоги

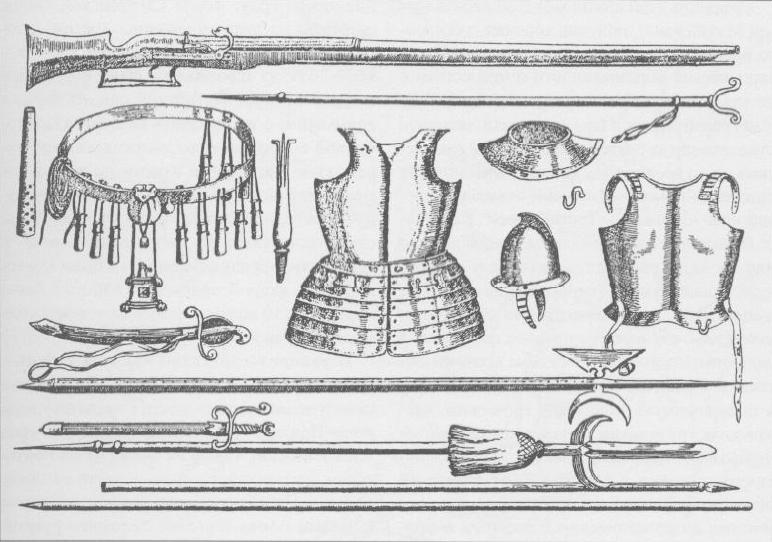
Спорядження московського солдата «нового строю». З трактату 1647 року

30 березня, під час підходу війська Ромодановського, козаки здійснили вилазку та атакували ворога «біля Куземинського мосту». У бою дістало поранення кілька охтирських козаків.
Наступна значна вилазка оборонців Котельви відбулась 6 квітня. Тоді козаки атакували московські шанці. Серед інших, був поранений син боярський Афанасій Жаріков — «по голове бердышом, да саблею, да по правому плечу поколот копьем». 7 квітня відбувся новий бій «на реке Ворскле у Куземинского мосту».
Тим часом в Опішні збирав сили запорозький кошовий отаман Іван Білковський. 15 квітня Ромодановський послав проти нього загін на чолі зі стольником Петром Скуратовим. Московити спалили передмістя Опішні, проте не наважилися на штурм міста. У сутичках біля міста були поранені сотник Охтирського полку Онисим Фоменко і прапорщик московського рейтарського полку.
Оборонці Котельви продовжували здійснювати регулярні вилазки. Зокрема, бої під стінами міста відбувалися 24 і 30 квітня. Сутички в останній день квітня були особливо запеклими: з московського боку було поранено 37 стрільців, у рейтара Марка Медведєва «пробита спина копьем да голова рублена саблею».

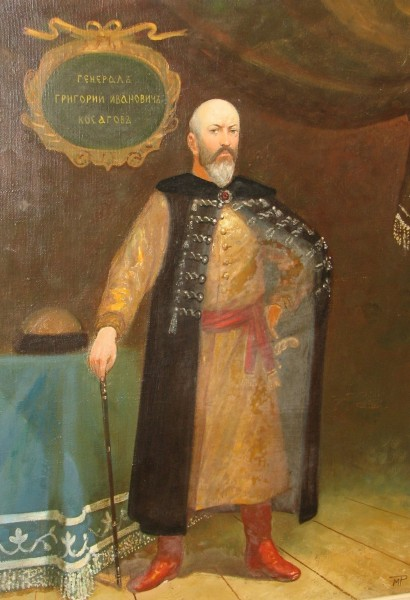
Григорій Косагов

На початку травня становище обложених погіршилось через брак боєприпасів і фуражу. Так, 5 травня московська розвідка повідомляла, що «котелвинские сидельцы ис Котельвы лошеди и скотину хотели выгнать», оскільки тварин немає чим годувати. Московити також помітили, що котелевські гармаші почали рідше стріляти, економлячи ядра. Гетьман Іван Брюховецький у цей час перебував у Гадячі, збираючи сили та очікуючи підходу підмоги — кримських татар і правобережних козаків.
13 травня котелевці знову вийшли з міста та атакували шанці донських козаків із полку Григорія Косагова. У запеклому бою сам командувач полку дістав важке поранення («он, Григорей, пострелен ис пищали по голове, ниже вихра (куля) череп вогнула… рана в том месте знатна»).
22 травня московити перехопили листа, відправленого з Опішні полтавським полковником Костем Кублицьким. Той прибув на підмогу до кошового отамана Білковського, після чого залога Опішні зросла до 4 тисяч козаків. Кублицький закликав полковника Семена Остренка «триматися стійко», повідомляючи про підхід кримських татар («великі орди поспішаються, і нині є в Опішні з Івашком і я з полком своїм. Надія на Бога, що друга Конотопщина неприятелям нашим москалям буде, і я про те вас, братію свою, прошу: при помочі Божій протримайтеся ще трохи»).
31 травня Ромодановський отримав звістку, що татари переправляються через Ворсклу, а правобережний гетьман П. Дорошенко — переправився з військом через Дніпро. 3 червня стало відомо, що Ів. Брюховецький виступив із Гадяча та переправився через Псел.

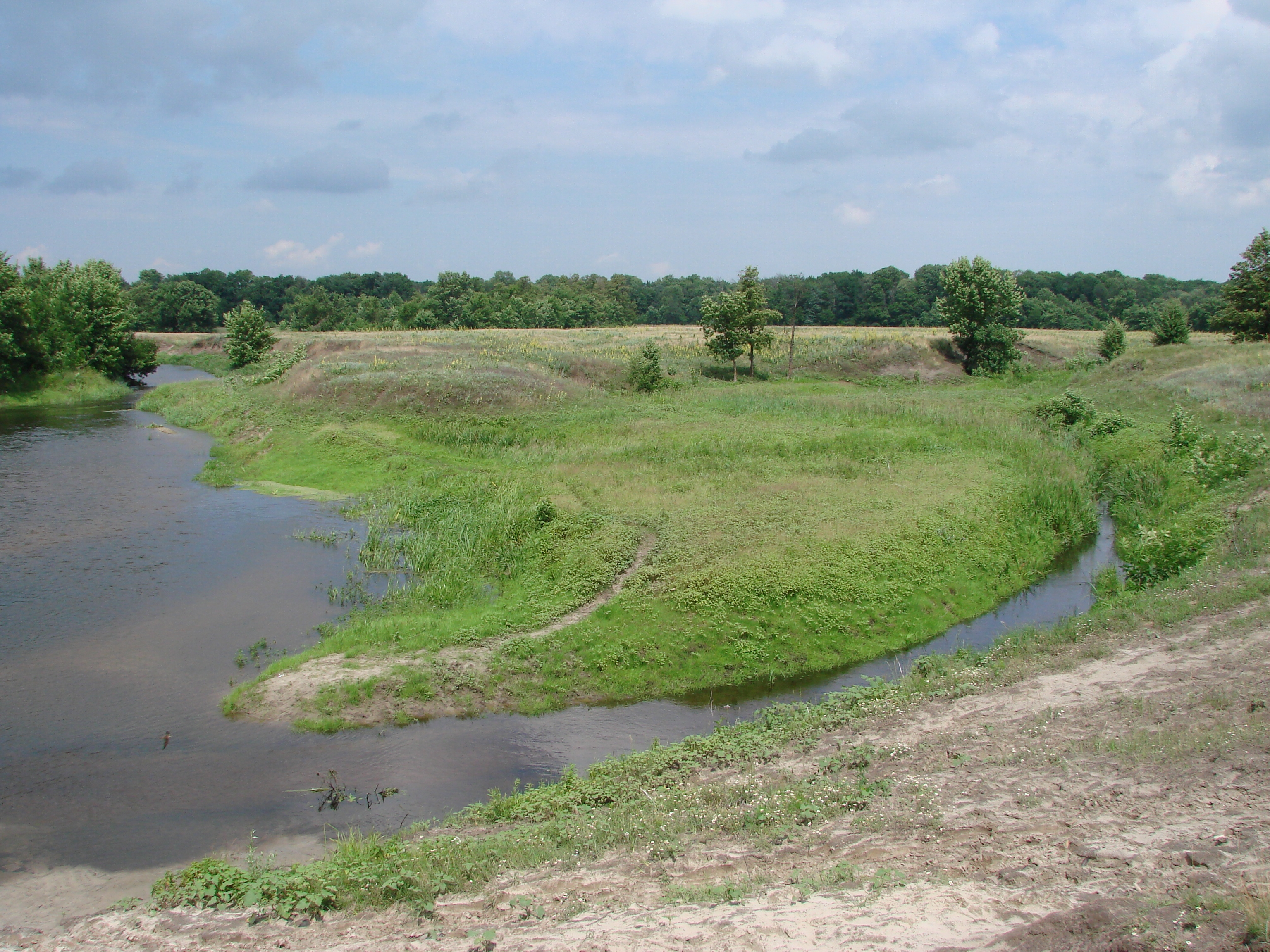
Річка Ворскла поблизу села Хухри. Сучасне фото

10 червня московський воєвода написав царю, попередивши про можливе зняття облоги з Котельви. Ромодановський зазначив, що облога міста триває без успіху: «котелвяне стоят в великом упорстве и склонности никакие от них нет». Того ж дня воєвода дізнався про загибель гетьмана Брюховецького та об'єднання лівобережних і правобережних полків під булавою Петра Дорошенка.
8 червня відбулась рада на Сербиному полі біля Диканьки, на якій над Брюховецьким зчинили самосуд, а Дорошенка — обрали гетьманом «обох сторін Дніпра». 10 червня Дорошенко разом з татарським воєначальником Алша-мурзою виступив у напрямку Котельви — для деблокади міста.
11 червня козаки та татари почали переправлятися через Ворсклу — за десять верст від московського табору. Того ж дня відбулися сутички зі сторожовими загонами царського війська, внаслідок яких московити відступили «до своїх обозів». До Ромодановського прибігло двоє московитів, що зуміли втекти з татарського полону. Вони повідомили, що до Котельви підходить сам кримський хан «зі всією ордою». Ця інформація була хибною, але воєвода вирішив відступити від міста.
У ніч на 12 червня московити збудували вагенбург (рухомий табір із возів) та почали відступ у бік Охтирки.

## Наслідки
12 — 13 червня відбулися бої між московським і козацько-татарським військами біля переправ через річки Хухру та Криничну. Козакам Дорошенка та татарам не вдалося зламати московську оборону та завдати ворогові рішучого розгрому. У ніч на 13 червня Ромодановський вступив до Охтирки.
У наступні дні Дорошенко намагався підняти нове повстання на Слобідській Україні, проте на його бік перейшла одна лише Мерефа. 21 червня татари та козаки зняли облогу з Глухова — це місто понад два з половиною місяці безуспішно штурмував «Великий полк» воєводи Гр. Куракіна. 26 червня під Новгородом-Сіверським невдачі зазнав і Смоленський полк Щербатова. Таким чином, станом на кінець місяця усі московські армії вторгнення були змушені відступити за межі Гетьманщини.